# Malcolm Mortimore
Malcolm Paul Mortimore (16 de Junho de 1953, Wimbledon, Londres, Inglaterra) é um baterista inglês. Ficou famoso por ter tocado na banda inglesa de Rock progressivo Gentle Giant, com a qual chegou a gravar um álbum (Three Friends, de 1972). Substituiu o antigo baterista Martin Smith e depois foi substituído por John Weathers. Ele saiu da banda depois de sofrer um acidente de moto, logo após o lançamento do álbum. Além disso, tocou com outros artistas como Mick & Chris Jagger, Tom Jones, Ian Dury, Barney Kessel, Arthur Brown, Spike Heatley, Troy Tate, G.T. Moore & The Reggae Guitars, Frankie Miller, Oliver Jones e Brian James. 
Em Outubro de 2008, Mortimore aceitou participar de um projeto musical que foi considerado pelos fãs de Giant como uma volta da banda (apesar de os próprios membros o negarem). Inicialmente, ele e Gary Green, o guitarrista da Gentle Giant, convidaram alguns músicos de apoio e se intitularam "Rentle Giant", mudando o nome para Three Friends logo depois, em alusão ao álbum de 1972. Logo após, o tecladista original Kerry Minnear também passou a fazer parte do projeto, mas deixou o grupo em Outubro de 2009. Mortimore e Green, com a ajuda de Lee Pomeroy, Mick Wilson e Gary Sanctuary, continuam excursionando pelo mundo até hoje divulgando a música inovadora e característica do Gentle Giant.

## Ligações Externas
- http://www.blazemonger.com/GG/Malcolm_Mortimore (em inglês; curta biografia do membro na página oficial da banda)
- http://malcolmmortimore.com/ (em inglês; página oficial do baterista)